# 지방도 제412호선
지방도 제412호선은 강원도 정선군 화암면 백전리에서 삼척시 하장면, 태백시 원동을 거쳐 삼척시 도계읍 마교리까지 잇던 강원도의 지방도이다.
2009년 2월 폐지되어 국가지원지방도 제28호선으로 승격되거나 지방도 제424호선과 통합되었다.

## 연혁
- 2001년 4월 28일 : 노나무재터널 개설공사로 인해 정선군 동면 백전리 ~ 사북읍 사북리 3.4km 구간 도로구역 변경[1]
- 2002년 6월 1일 : 도로확포장공사로 인해 태백시 원동 ~ 삼척시 도계읍 늑구리 8.79km 구간 도로구역 변경[2]
- 2003년 2월 15일 : 도로확포장공사로 인해 연장이 축소되어 노선 연장 조정[3]
- 2004년 10월 2일 : 도로확포장공사로 인해 정선군 사북읍 사북리 ~ 삼척시 도계읍 마교리 8.39km 구간 도로구역 변경[4]
- 2009년 2월 27일 : 국가지원지방도 제28호선 승격 및 일부 구간 지방도 제424호선으로 통합[5]

## 과거 노선
2010년 도로현황조서 기준 노선은 다음과 같았으며 명칭은 "사북 ~ 도계선"이었다. 2011년 도로현황조서에 노선 항목은 있으나 연장과 같은 상세 내역은 없다.
- 정선군
  - 동면 백전리

- 삼척시
  - 하장면 역둔리 - 어리

- 태백시
  - 원동 (국도 제35호선과 중복)

- 삼척시
  - 도계읍 마교리